# 林妙
林 妙（はやし たえ、1972年7月31日 - ）は、日本のフリーアナウンサー、リフレクソロジスト、足寿命アドバイザー、YouTuber、2児の母。元NHK新潟放送局キャスター、元テレビ新潟（TeNY）アナウンサー。新潟県五泉市生まれ、日本大学芸術学部放送学科卒業。

## 経歴
新潟県五泉市出身。私立新潟清心女子高等学校、日本大学芸術学部放送学科を卒業。
実家は1957年（昭和31年）創業の咲花温泉老舗旅館「ぬくもりの宿 翠玉の湯 佐取館」。
1997年（平成9年）4月、NHK新潟放送局にて契約キャスターとして採用。
1998年（平成10年）4月、テレビ新潟入社。局アナとして多数の番組を担当。企画から取材、撮影、原稿など番組制作全般に携わる。
2004年（平成16年）6月30日、結婚を機にテレビ新潟を退社。
その後は日本リフレクソロジー協会 (RAJA) 認定のプロフェッショナルリフレクソロジストになり、2005年（平成17年）6月から佐取館内に設けられた英国式リフレクソロジーサロン「LUCY」のオーナーに就任。2万人以上の足を施術する（2023年現在）。
2019年（令和元年）椅子を使った防犯ボランティア「地域で見守りプロジェクトぴいす金津」の活動を始める。ユニークな活動がマスコミに取り上げられ、PTA、警察関連から注目を集める。
2020年（令和2年）自身のYouTubeチャンネル「林 妙（Tae Hayashi）」を開設。
2023年（令和5年）4月、京都府で開催されたセミナー講師の甲子園『セミナーコンテストGP 2023』で地方大会、ブロック大会を勝ち抜き準グランプリ受賞。「人生の最後まで自分の足で元気に歩く方法」というセミナーを発表した。同年『1分間自己紹介動画スター誕生コンテスト』グランプリ受賞。「緊張を利用して堂々と話す方法」というセミナーを発表した。
現在は新潟県内各地で開かれるセミナーやイベントの司会者としても活動している。
過去には司会者派遣プロダクションのビープロデュースに籍を置いていたが、2015年（平成27年）5月の同社解散後に事業を引き継いだBBS新潟には所属していない。その後はフリーの講師として活動している。

## 人物
- 局アナ時代、幼少期の経験による「極度の緊張」に悩んだ。2018年から緊張の活用法に気付き、ようやく人前で話せるようになる。その経験を伝えるため「伝え方アドバイザー」として自身の経験と独自の分析に基づいた、あがり症克服法のメソッドで、経営者や起業家に対してセミナーを行っている[6][5]。
- 好きな言葉は「清廉潔白」。小学生の時、書道で書く四字熟語を探してところ見つけた。子供の頃の思い出とともに大好きな言葉[6]。
- 「足から分かるあなたの健康」というタイトルで講演会講師を行っている[6]。

## 講演会講師
- 「椅子を使った新しい防犯のカタチ」[5]
- 「足の老化は５０歳から！８０代になっても元気に美しく歩くために『人生の最後まで自分の足で歩く方法』」[5]
- 「コミュニケーションスピーチやプレゼンが苦手な人でも選ばれるスピーカーになれる方法」[5]

## テレビ出演
※ アナウンサーとして担当番組
- くらしのガイド新潟（NHK新潟放送局）[2]
- TeNYニュースプラス1（テレビ新潟）[2]
- TeNYニュースD（テレビ新潟）
- 夕方ワイド新潟一番（テレビ新潟）[2]
- TeNYお天気情報（テレビ新潟）